# Dani
Die Dani sind ein indigenes Volk auf Neuguinea (Provinz Irian Jaya). Einige Quellen beziffern die Größe der Dani-Bevölkerung auf 250.000, andere auf nur 40.000. Die Dani-Männer tragen oft das Koteka genannte Penisfutteral. Weitere Stämme im Baliem-Tal sind die Lani (im Westen) und die Yali im Süd-Osten.

## Lebensweise

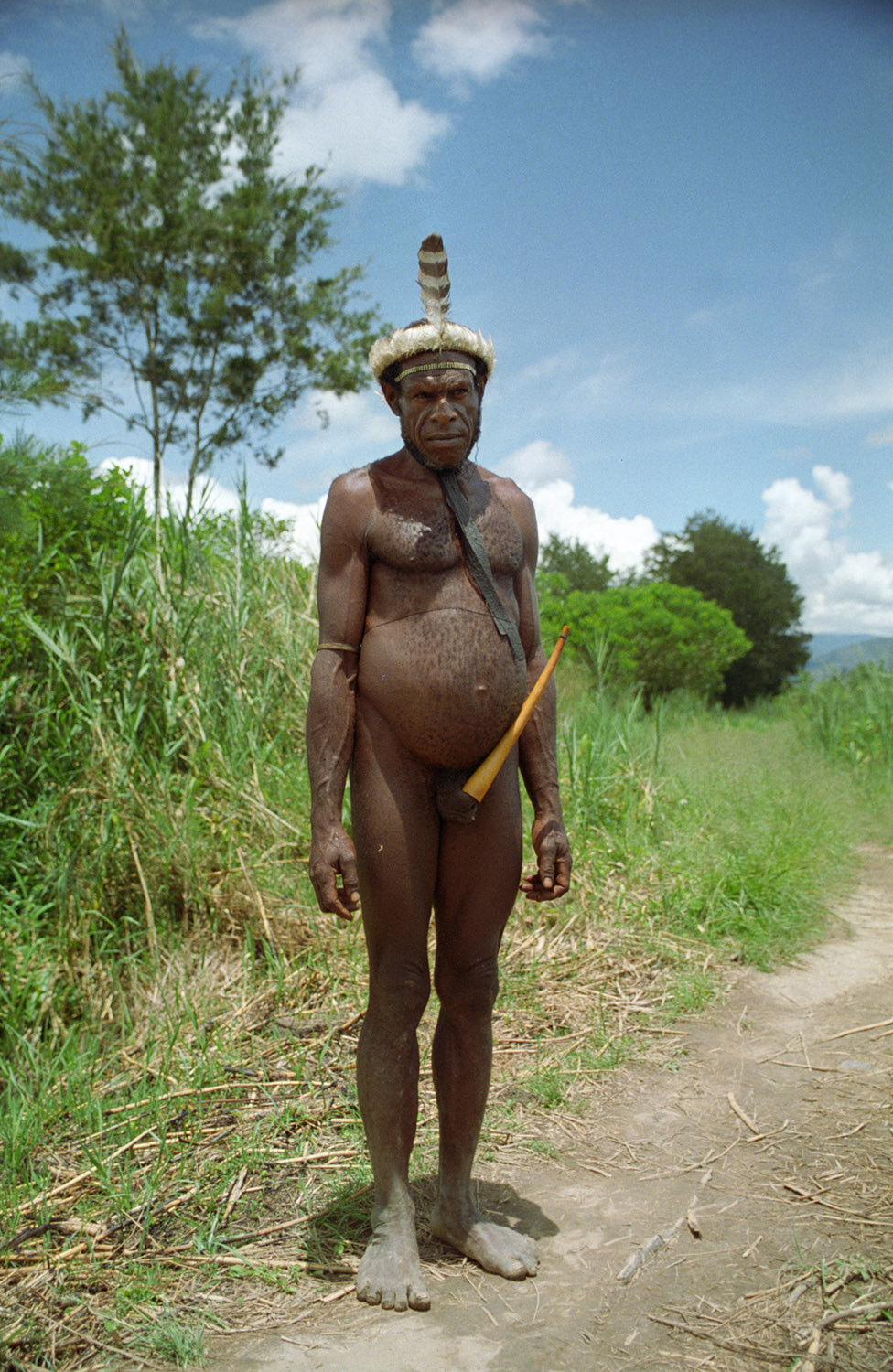
Dani-Mann aus dem nördlichen Baliem-Tal mit Penisköcher aus einer Kürbisfrucht und Federschmuck

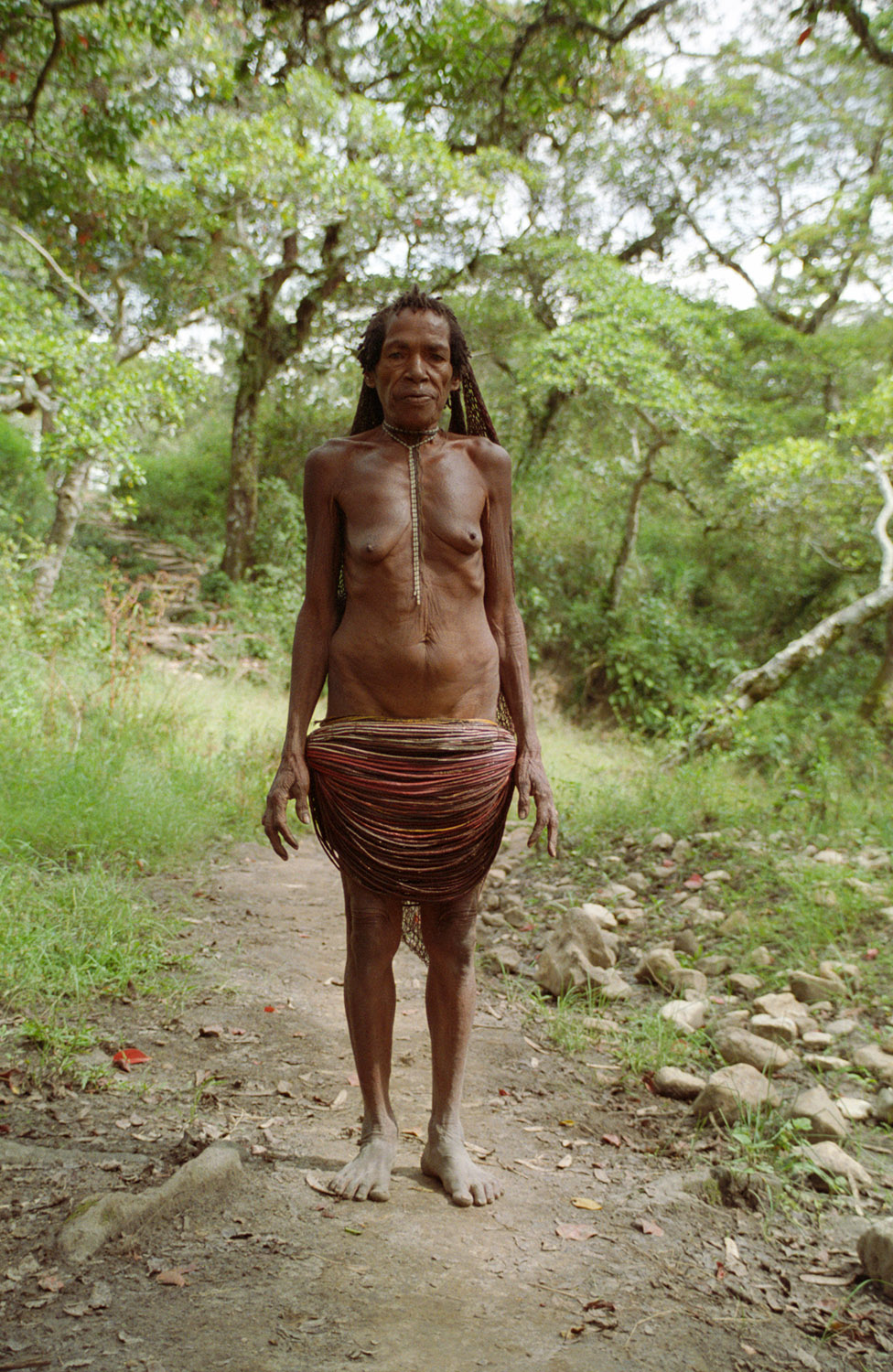
Dani-Frau aus dem nördlichen Baliem-Tal mit traditionellem Rock aus geflochtenem Schilfgras und Kopf-Tragenetz

Die Lebensweise der Dani differenziert sich von der Lebensweise anderer Hochlandstämme. Dies einerseits durch eine besondere Siedlungsform (Siedlungen sind mit Palisadenzaunanlagen befestigt, sorgsam angelegten Gärten, runden Familien- und Männerhäusern, sowie langen Küchen und langgestreckten Ställen für das Vieh). Andererseits beruht die Gesellschaftsordnung der Dani zudem auf dem Sippenwesen, welches mit hohem Verantwortungsgrad einhergeht.
Die Hütten sind mit robusten Grasdächern gedeckt, was den Einwohnern gegen die bisweilen sintflutartigen Regenfälle hinreichenden Schutz bietet. Refugium der ganzen Familie ist die Familienhütte. Die Männerhütten andererseits sind für Frauen tabu. Da Polygamie anerkanntem Sittenverhalten entspricht, obliegt dem Mann die Pflicht, für jede seiner Frauen eine eigene Familienhütte zu bauen. In den Dani-Sippen herrschen Frauen mehrheitlich vor, weshalb die Polygamie einen pragmatischen Zweck erfüllt und die Verantwortung für die Sippe herausstellt.
Ebenfalls Aufgabe des Dani-Mannes ist die Anlage eines Feldes für (jede) seine(r) Frau(en). Die Bestellung des Anbaus unterliegt strengen Aufgabenaufteilungen. Die Dani leben subsistenzwirtschaftlich von ihrem Anbau auf den Feldern. Sie ernähren sich von diversen Knollenfrüchten, wie Süßkartoffeln, Maniok, oder Yams, daneben von Bohnen, Bananen und Pandanusfrüchten. Auch Zuckerrohr findet Einsatz. Daneben werden Schweine als Haustiere gehalten und nur selten zu besonderen Festen (Schweinefest) geschlachtet. Das Schweinefest stellt den absoluten Höhepunkt des sozial-religiösen Lebens vieler Hochlandstämme dar und wiederholt sich allenfalls alle 2–10 Jahre. Anlässlich dieser Feste werden Hochzeiten, Ahnenkulte und Trauer- wie Initiationsriten zelebriert. Neben den Hausschweinen unterhalten die Dani eine Art von Wildschwein.
Ehemals sehr kriegerisch, präsentieren sich die Dani heutzutage als angenehm und empfindsam. Nur die Namen der Schlachtfelder erinnern an diese Vergangenheit, so wie Dugum Dani bei Akima.

## Sprache
Die Sprache der Dani ist Gegenstand zahlreicher ethnolinguistischer Untersuchungen. Es gibt z. B. nur zwei Bezeichnungen, um Farben zu beschreiben: einen Sammelbegriff für alle hellen/warmen und einen für kalte/dunkle Farbtöne. Eleanor Rosch nutzte diese Eigenheit, um die Sapir-Whorf-Hypothese zu überprüfen.

## Sonstiges
Heinrich Harrers über 100 Träger bei der Erstbesteigung des 4884 m hohen Puncak Jaya waren Dani. Harrer erforschte 1962 auch, wie die Dani Steinäxte aus Epidot und Glaukophan (Amphibol) herstellen. Bei der Durchquerung des Baliem-Tals bis zur Südküste bestand durch Stammeskriege häufig Lebensgefahr für ihn und seine Dani- und Lani-Träger. Das Heinrich-Harrer-Museum in Hüttenberg zeigt Ausstellungsstücke von Harrers Forschungsreise nach Neuguinea.